# Saint-Samson-de-Bonfossé
Saint-Samson-de-Bonfossé foi uma comuna francesa na região administrativa da Normandia, no departamento Mancha. Estendia-se por uma área de 6,26 km². Em 2010 a comuna tinha 3 308 habitantes (densidade: 528,4 hab./km²).
Em 1 de janeiro de 2016, passou a formar parte da nova comuna de Bourgvallées.